# 武凤呈
武凤呈（1958年1月—），男，汉族，黑龙江宝清人，中华人民共和国政治人物。哈尔滨电机制造学校毕业，黑龙江广播电视大学中文班毕业，哈尔滨工业大学高级工商管理专业硕士学位。

## 生平
1978年9月参加工作，1985年8月加入中国共产党。历任宝清县政府副县长，集贤县委书记，中共双鸭山市委常委、秘书长，中共双鸭山市委常委、市政府副市长等职。2009年12月，任中共双鸭山市委副书记、市人民政府市长。2013年12月，任中共双鸭山市委书记，市人大常委会主任。2015年3月，任中共鹤岗市委书记、市人大常委会主任。2017年1月，任中共黑龙江省委副秘书长、省社科院党委书记。同年12月，任黑龙江省第十三届人大常委会委员、农业林业委员会副主任委员。
2013年，当选第十二届全国人民代表大会黑龙江地区代表。

### 落马
2019年5月，因涉嫌严重违纪违法，接受纪律审查和监察调查。